# British Academy Film Awards 2023

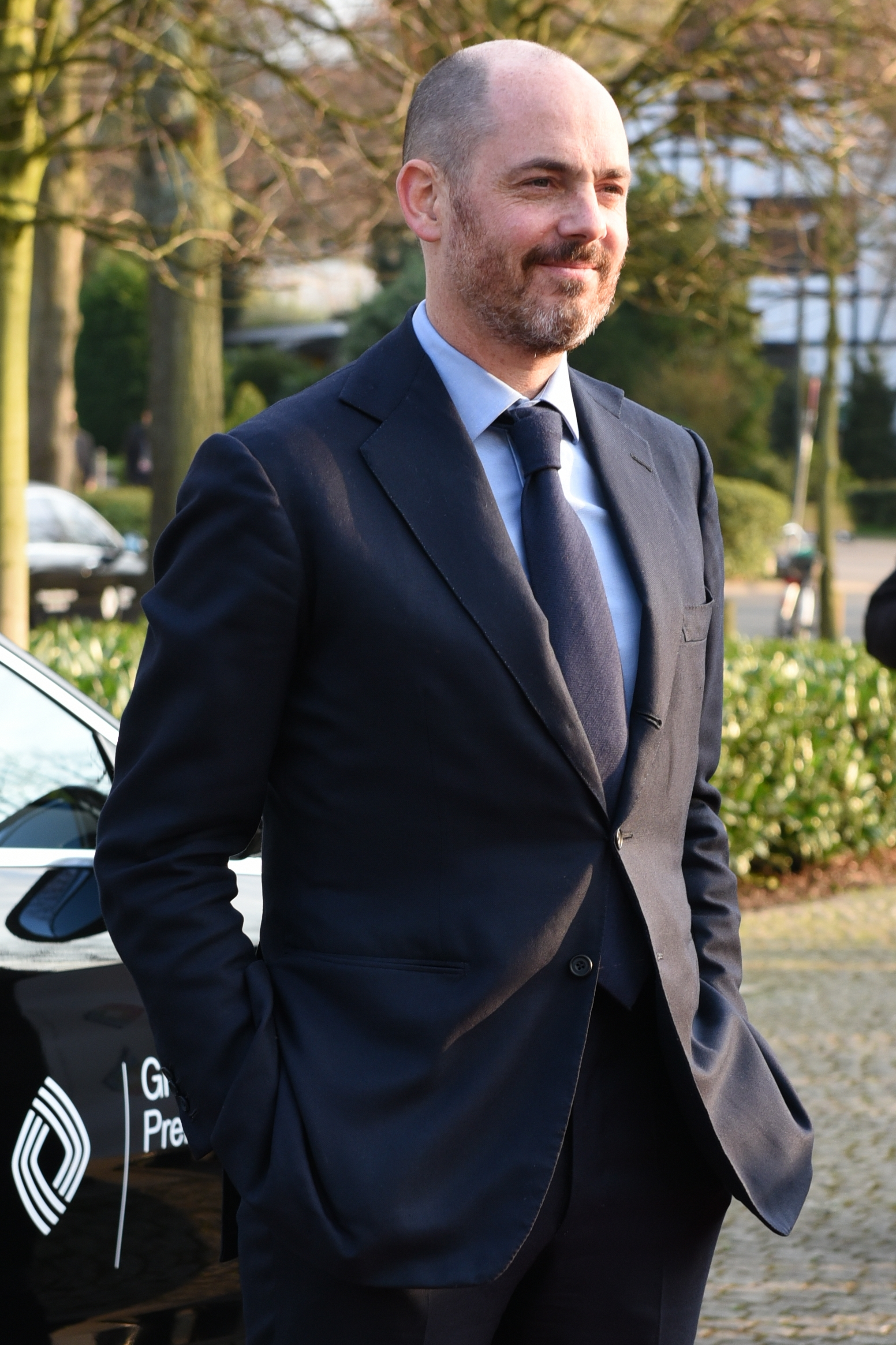
Edward Berger, Regisseur des preisgekrönten Films Im Westen nichts Neues

Die 76. Verleihung der British Academy Film Awards (umgangssprachlich BAFTA Awards) fand am 19. Februar 2023 statt. Die British Academy of Film and Television Arts (BAFTA) ehrte dabei die aus ihrer Sicht besten Filme und Filmschaffenden des Kinojahres 2022. Der bedeutendste Filmpreis des Vereinigten Königreichs wird in 24 Kategorien verliehen. Zusätzlich wird ein Publikumspreis (Rising Star Award) vergeben. Als Sponsor tritt das britische Mobilfunkunternehmen EE Limited auf, weshalb die Verleihung offiziell als EE British Academy Film Awards bezeichnet wird. Als Moderator der Preisverleihung fungierte der Schauspieler Richard E. Grant.
Die Nominierungen wurden am 19. Januar 2023 bekanntgegeben. Als Favorit in die Preisverleihung ging die deutsche Koproduktion Im Westen nichts Neues von Edward Berger, die in 14 Kategorien berücksichtigt wurde. Das Kriegsdrama hatte bereits bei Veröffentlichung der Vorauswahllisten („Long Lists“) Anfang Januar die meisten Nennungen erhalten. Auf je 10 Nominierungen kommen die mit dem Golden Globe Award preisgekrönte Tragikomödie The Banshees of Inisherin von Martin McDonagh und der Science-Fiction-Streifen Everything Everywhere All at Once von Daniel Kwan und Daniel Scheinert.
Die abschließende Wahl der Preisträger erfolgte vom 20. Januar bis 14. Februar 2023. Die Präsentation der Nominierten für den Rising Star Award fand am 17. Januar 2023 statt.
Die Verleihung 2023 fiel mit der 73. Berlinale (16. bis 26. Februar 2023) zusammen. Vor der COVID-19-Pandemie fand die Fernsehgala gewöhnlich zwei Wochen vor der Oscarverleihung statt. Sie gilt als wichtiges Stimmungsbarometer, da viele BAFTA-Mitglieder auch der Academy of Motion Picture Arts and Sciences (AMPAS) angehören, die die Oscars vergibt. In diesem Jahr soll die 95. Oscarverleihung am 12. März abgehalten werden.
| Film                              | N  | A |
| --------------------------------- | -- | - |
| Im Westen nichts Neues            | 14 | 7 |
| The Banshees of Inisherin         | 10 | 4 |
| Everything Everywhere All at Once | 10 | 1 |
| Elvis                             | 9  | 4 |
| Tár                               | 5  | 1 |
| Aftersun                          | 4  | 1 |
| The Batman                        | 4  | 0 |
| Meine Stunden mit Leo             | 4  | 0 |
| Top Gun: Maverick                 | 4  | 0 |
| The Whale                         | 4  | 0 |
| Babylon – Rausch der Ekstase      | 3  | 1 |
| Empire of Light                   | 3  | 0 |
| Guillermo del Toros Pinocchio     | 3  | 1 |
| Living – Einmal wirklich leben    | 3  | 0 |
| Triangle of Sadness               | 3  | 0 |
| Avatar: The Way of Water          | 2  | 1 |
| Die Frau im Nebel                 | 2  | 0 |
| The Quiet Girl                    | 2  | 0 |
| Roald Dahls Matilda – Das Musical | 2  | 0 |
| She Said                          | 2  | 0 |
| The Woman King                    | 2  | 0 |

## Nominierungen

### Bester Film
Im Westen nichts Neues – Produktion: Malte Grunert
- nominiert:
  - The Banshees of Inisherin – Produktion: Graham Broadbent, Peter Czernin, Martin McDonagh
  - Elvis – Produktion: Gail Berman, Baz Luhrmann, Catherine Martin, Patrick McCormick, Schuyler Weiss
  - Everything Everywhere All at Once – Produktion: Daniel Kwan, Daniel Scheinert, Jonathan Wang
  - Tár – Todd Field, Scott Lambert, Alexandra Milchan

### Bester britischer Film
The Banshees of Inisherin – Martin McDonagh, Graham Broadbent, Peter Czernin
- nominiert:
  - Aftersun – Charlotte Wells
  - Brian und Charles (Brian and Charles) – Jim Archer, Rupert Majendie, David Earl, Chris Hayward
  - Empire of Light – Sam Mendes, Pippa Harris
  - Living – Einmal wirklich leben – Oliver Hermanus, Elizabeth Karlsen, Stephen Woolley, Kazuo Ishiguro
  - Meine Stunden mit Leo (Good Luck to You, Leo Grande) – Sophie Hyde, Debbie Gray, Adrian Politowski, Katy Brand
  - Roald Dahls Matilda – Das Musical (Roald Dahl’s Matilda the Musical) – Matthew Warchus, Tim Bevan, Eric Fellner, Jon Finn, Luke Kelly, Dennis Kelly
  - Die Schwimmerinnen (The Swimmers) – Sally El Hosaini, Jack Thorne
  - See How They Run – Tom George, Gina Carter, Damian Jones, Mark Chappell
  - Das Wunder (The Wonder) – Sebastián Lelio, Ed Guiney, Juliette Howell, Andrew Lowe, Tessa Ross, Alice Birch, Emma Donoghue

### Bestes Debüt eines britischen Drehbuchautors, Regisseurs oder Produzenten
Aftersun – Charlotte Wells (Drehbuch/Regie)
- nominiert:
  - Blue Jean – Georgia Oakley (Drehbuch/Regie), Hélène Sifre (Produktion)
  - Electric Malady – Marie Lidén (Regie)
  - Meine Stunden mit Leo (Good Luck to You, Leo Grande) – Katy Brand (Drehbuch)
  - Rebellion – Elena Sánchez Bellot, Maia Kenworthy (jeweils Regie)

### Bester Animationsfilm
Guillermo del Toros Pinocchio (Guillermo del Toro’s Pinocchio) – Guillermo del Toro, Mark Gustafson, Gary Ungar, Alex Bulkley
- nominiert:
  - Der gestiefelte Kater: Der letzte Wunsch (Puss in Boots: The Last Wish) – Joel Crawford, Mark Swift
  - Marcel the Shell with Shoes On – Dean Fleischer Camp, Andrew Goldman, Elisabeth Holm, Caroline Kaplan, Paul Mezey
  - Rot (Turning Red) – Domee Shi, Lindsey Collins

### Bester nicht-englischsprachiger Film
Im Westen nichts Neues (Deutschland) – Edward Berger, Malte Grunert
- nominiert:
  - Argentinien, 1985 – Nie wieder (Argentinien) – Santiago Mitre
  - Corsage (Österreich) – Marie Kreutzer
  - Die Frau im Nebel / Decision to Leave (Südkorea) – Park Chan-wook, Ko Dae-seok
  - The Quiet Girl (Irland) – Colm Bairéad, Cleona Ní Chrualaoí

### Bester Dokumentarfilm
Nawalny (Navalny) – Daniel Roher, Diane Becker, Shane Boris, Melanie Miller, Odessa Rae
- nominiert:
  - All That Breathes – Shaunak Sen, Teddy Leifer, Aman Mann
  - All the Beauty and the Bloodshed  – Laura Poitras, Howard Gertler, Nan Goldin, Yoni Golijov, John Lyons
  - Fire of Love – Sara Dosa, Shane Boris, Ina Fichman
  - Moonage Daydream – Brett Morgen

### Beste Regie
Edward Berger – Im Westen nichts Neues
- nominiert:
  - Todd Field – Tár
  - Daniel Kwan, Daniel Scheinert – Everything Everywhere All at Once
  - Martin McDonagh – The Banshees of Inisherin
  - Park Chan-wook – Die Frau im Nebel / Decision to Leave
  - Gina Prince-Bythewood – The Woman King

### Bestes Originaldrehbuch
Martin McDonagh – The Banshees of Inisherin
- nominiert:
  - Todd Field – Tár
  - Tony Kushner, Steven Spielberg – Die Fabelmans (The Fabelmans)
  - Daniel Kwan, Daniel Scheinert – Everything Everywhere All at Once
  - Ruben Östlund – Triangle of Sadness

### Bestes adaptiertes Drehbuch
Edward Berger, Lesley Paterson, Ian Stokell – Im Westen nichts Neues
- nominiert:
  - Colm Bairéad – The Quiet Girl
  - Samuel D. Hunter – The Whale
  - Kazuo Ishiguro – Living – Einmal wirklich leben (Living)
  - Rebecca Lenkiewicz – She Said

### Bester Hauptdarsteller
Austin Butler – Elvis
- nominiert:
  - Colin Farrell – The Banshees of Inisherin
  - Brendan Fraser – The Whale
  - Daryl McCormack – Meine Stunden mit Leo (Good Luck to You, Leo Grande)
  - Paul Mescal – Aftersun
  - Bill Nighy – Living – Einmal wirklich leben (Living)

### Beste Hauptdarstellerin
Cate Blanchett – Tár
- nominiert:
  - Ana de Armas – Blond (Blonde)
  - Viola Davis – The Woman King
  - Danielle Deadwyler – Till – Kampf um die Wahrheit (Till)
  - Emma Thompson – Meine Stunden mit Leo (Good Luck to You, Leo Grande)
  - Michelle Yeoh – Everything Everywhere All at Once

### Bester Nebendarsteller
Barry Keoghan – The Banshees of Inisherin
- nominiert:
  - Brendan Gleeson – The Banshees of Inisherin
  - Ke Huy Quan – Everything Everywhere All at Once
  - Eddie Redmayne – The Good Nurse
  - Albrecht Schuch – Im Westen nichts Neues
  - Micheal Ward – Empire of Light

### Beste Nebendarstellerin
Kerry Condon – The Banshees of Inisherin
- nominiert:
  - Angela Bassett – Black Panther: Wakanda Forever
  - Hong Chau – The Whale
  - Jamie Lee Curtis – Everything Everywhere All at Once
  - Dolly de Leon – Triangle of Sadness
  - Carey Mulligan – She Said

### Beste Filmmusik
Volker Bertelmann – Im Westen nichts Neues
- nominiert:
  - Carter Burwell – The Banshees of Inisherin
  - Alexandre Desplat – Guillermo del Toros Pinocchio (Guillermo del Toro’s Pinocchio)
  - Justin Hurwitz – Babylon – Rausch der Ekstase (Babylon)
  - Son Lux – Everything Everywhere All at Once

### Bestes Casting
Nikki Barrett, Denise Chamian – Elvis
- nominiert:
  - Simone Bär – Im Westen nichts Neues
  - Sarah Halley Finn – Everything Everywhere All at Once
  - Pauline Hansson – Triangle of Sadness
  - Lucy Pardee – Aftersun

### Beste Kamera
James Friend – Im Westen nichts Neues
- nominiert:
  - Roger Deakins – Empire of Light
  - Greig Fraser – The Batman
  - Claudio Miranda – Top Gun: Maverick
  - Mandy Walker – Elvis

### Bester Schnitt
Paul Rogers – Everything Everywhere All at Once
- nominiert:
  - Sven Budelmann – Im Westen nichts Neues
  - Eddie Hamilton – Top Gun: Maverick
  - Mikkel E.G. Nielsen – The Banshees of Inisherin
  - Jonathan Redmond, Matt Villa – Elvis

### Bestes Szenenbild
Florencia Martin, Anthony Carlino – Babylon – Rausch der Ekstase (Babylon)
- nominiert:
  - James Chinlund, Lee Sandales – The Batman
  - Curt Enderle, Guy Davis – Guillermo del Toros Pinocchio (Guillermo del Toro’s Pinocchio)
  - Christian M. Goldbeck, Ernestine Hipper – Im Westen nichts Neues
  - Catherine Martin, Karen Murphy, Bev Dunn – Elvis

### Bestes Kostümdesign
Catherine Martin – Elvis
- nominiert:
  - Jenny Beavan – Mrs. Harris und ein Kleid von Dior (Mrs. Harris Goes to Paris)
  - Lisy Christl – Im Westen nichts Neues
  - J. R. Hawbaker, Albert Wolsky – Amsterdam
  - Mary Zophres – Babylon – Rausch der Ekstase (Babylon)

### Bestes Make-up und Beste Frisuren
Jason Baird, Mark Coulier, Louise Coulston, Shane Thomas – Elvis
- nominiert:
  - Anne Marie Bradley, Judy Chin, Adrien Morot – The Whale
  - Naomi Donne, Mike Marino, Zoe Tahir – The Batman
  - Naomi Donne, Barrie Gower, Sharon Martin – Roald Dahls Matilda – Das Musical (Roald Dahl’s Matilda the Musical)
  - Heike Merker – Im Westen nichts Neues

### Bester Ton
Lars Ginzsel, Frank Kruse, Viktor Prášil, Markus Stemler – Im Westen nichts Neues
- nominiert:
  - Deborah Adair, Stephen Griffiths, Andy Shelley, Steve Single, Roland Winke – Tár
  - Christopher Boyes, Michael Hedges, Julian Howarth, Gary Summers, Gwendolyn Yates Whittle – Avatar: The Way of Water
  - Chris Burdon, James Mather, Al Nelson, Mark Taylor, Mark Weingarten – Top Gun: Maverick
  - Michael Keller, David Lee, Andy Nelson, Wayne Pashley – Elvis

### Beste visuelle Effekte
Richard Baneham, Daniel Barrett, Joe Letteri, Eric Saindon – Avatar: The Way of Water
- nominiert:
  - Benjamin Brewer, Ethan Feldbau, Jonathan Kombrinck, Zak Stoltz – Everything Everywhere All at Once
  - Russell Earl, Dan Lemmon, Anders Langlands, Dominic Tuohy – The Batman
  - Markus Frank, Kamil Jafar, Viktor Müller, Frank Petzoid – Im Westen nichts Neues
  - Seth Hill, Scott Fisher, Bryan Litson, Ryan Tudhope – Top Gun: Maverick

### Bester britischer animierter Kurzfilm
Der Junge, der Maulwurf, der Fuchs und das Pferd (The Boy, the Mole, the Fox and the Horse) – Peter Baynton, Charlie Mackesy, Cara Speller, Hannah Minghella
- nominiert:
  - Middle Watch – John Stevenson, Aiesha Penwarden, Giles Healy
  - Your Mountain Is Waiting – Hannah Jacobs, Zoe Muslim, Harriet Gillian

### Bester britischer Kurzfilm
An Irish Goodbye – Tom Berkeley, Ross White
- nominiert:
  - The Ballad of Olive Morris – Alex Kayode-Kay
  - Bazigaga – Jo Ingabire Moys, Stephanie Charmail
  - Bus Girl – Jessica Henwick, Louise Palmkvist Hansen
  - A Drifting Up – Jacob Lee

### Publikumspreis – Bester Nachwuchsdarsteller(EE Rising Star Award)
Emma Mackey
- nominiert:
  - Naomi Ackie
  - Sheila Atim
  - Daryl McCormack
  - Aimee Lou Wood

## Ehrenpreis

### Academy Fellowship
- Sandy Powell – britische Kostümbildnerin